# Andrzej Marynowski
Andrzej Marynowski, niem. Andreas Marynowsky (ur. 16 listopada 1955 w Gdańsku) – polski i zachodnioniemiecki żużlowiec, występujący również na długim torze.

## Życiorys
Jego pierwszym trenerem był Bogdan Berliński. Licencję żużlową zdobył w 1973 r. w barwach Wybrzeża Gdańsk, reprezentując ten klub do 1983 roku. Największy sukces w rozgrywkach z cyklu drużynowych mistrzostw Polski odniósł w 1978 r., zdobywając srebrny medal.
Trzykrotny finalista indywidualnych mistrzostw Polski (Gorzów Wielkopolski 1979 – XI m., Zielona Góra 1982 – XII m., Gdańsk 1983 – jako rezerwowy). Finalista młodzieżowych indywidualnych mistrzostw Polski (Leszno 1978 – VII m.). Finalista młodzieżowych drużynowych mistrzostw Polski (cykl turniejów 1978 – srebrny medal). Dwukrotny finalista turniejów o „Złoty Kask” (cykl turniejów 1977 – XIV m., Chorzów 1978 – VI m.). Finalista turnieju o „Srebrny Kask” (Opole 1978 – III m.). Finalista turnieju o „Brązowy Kask” (Łódź 1976 – V m.). Uczestnik eliminacji indywidualnych mistrzostw świata (1978, 1980). Uczestnik eliminacji indywidualnych mistrzostw świata na długim torze (1978, 1979, 1980, 1981). Wielokrotny reprezentant kraju w meczach  międzypaństwowych.
W 1984 r. wyemigrował do Niemiec i przyjął niemieckie obywatelstwo. Jako Andreas Marynowsky startował w latach 1987, 1988 i 1989, w eliminacjach indywidualnych mistrzostw świata w barwach Republiki Federalnej Niemiec.